# Histrionic
Histrionic je studiové album estonské hudebnice Marie Minervy. Vydáno bylo dne 28. dubna 2014 společností Not Not Fun Records a obsahuje celkem jedenáct písní, které napsala a nahrála sama Minerva. Poslední píseň z alba dostala svůj název podle románu Hingede öö od Karla Ristikiviho. Píseň je, na rozdíl od ostatních na albu, zpívaná v estonštině.

## Seznam skladeb
Autorkou všech skladeb je Maria Minerva.
1. „The Beginning“ – 4:13
2. „Spirit of the Underground“ – 3:53
3. „Ivory Tower“ – 4:06
4. „Interlude“ – 1:17
5. „Galaxy“ – 3:23
6. „Treasures“ – 4:09
7. „Runaway“ – 3:29
8. „Endgame“ – 3:22
9. „Wolves & Lambs“ – 5:02
10. „Deepest Darkest“ – 3:23
11. „Hingede Öö“ – 3:19